# Вашингтон-Айленд (округ Дор, Вісконсин)
Вашингтон-Айленд (англ. Washington Island) — місто (англ. town) в США, в окрузі Дор штату Вісконсин. Населення — 777 осіб (2020).

## Демографія
Згідно з переписом 2010 року, у місті мешкало 708 осіб у 342 домогосподарствах у складі 227 родин. Було 1015 помешкань
Расовий склад населення:
| - 98,4 % — білих - 0,7 % — чорних або афроамериканців - 0,6 % — азіатів |

До двох чи більше рас належало 0,1 %. Частка іспаномовних становила 0,8 % від усіх жителів.
За віковим діапазоном населення розподілялося таким чином: 15,1 % — особи молодші 18 років, 51,4 % — особи у віці 18—64 років, 33,5 % — особи у віці 65 років та старші. Медіана віку мешканця становила 58,1 року. На 100 осіб жіночої статі у місті припадало 95,6 чоловіків;  на 100 жінок у віці від 18 років та старших — 96,4 чоловіків також старших 18 років.
Середній дохід на одне домашнє господарство  становив 83 745 доларів США (медіана — 58 542), а середній дохід на одну сім'ю — 100 659 доларів (медіана — 72 083). Медіана доходів становила 55 625 доларів для чоловіків та 27 500 доларів для жінок. За межею бідності перебувало 5,7 % осіб, у тому числі 11,3 % дітей у віці до 18 років та 2,9 % осіб у віці 65 років та старших.
Цивільне працевлаштоване населення становило 317 осіб. Основні галузі зайнятості: мистецтво, розваги та відпочинок — 16,7 %, роздрібна торгівля — 13,9 %, освіта, охорона здоров'я та соціальна допомога — 13,9 %.